# Góra
Góra (německy Guhrau) je polské město v Dolnoslezském vojvodství. V letech 1975-1998 administrativně příslušelo k vojvodství se sídlem v Lešně.

## Partnerská města

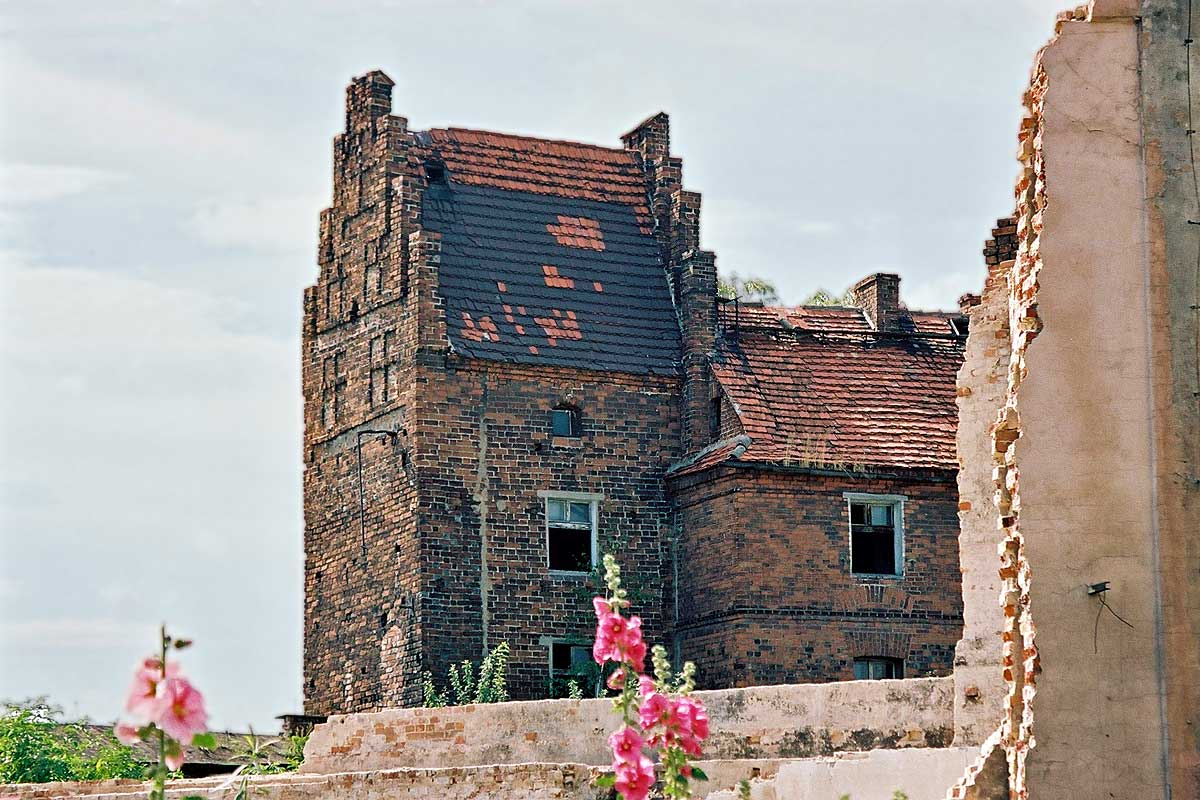
Zámek v Góře

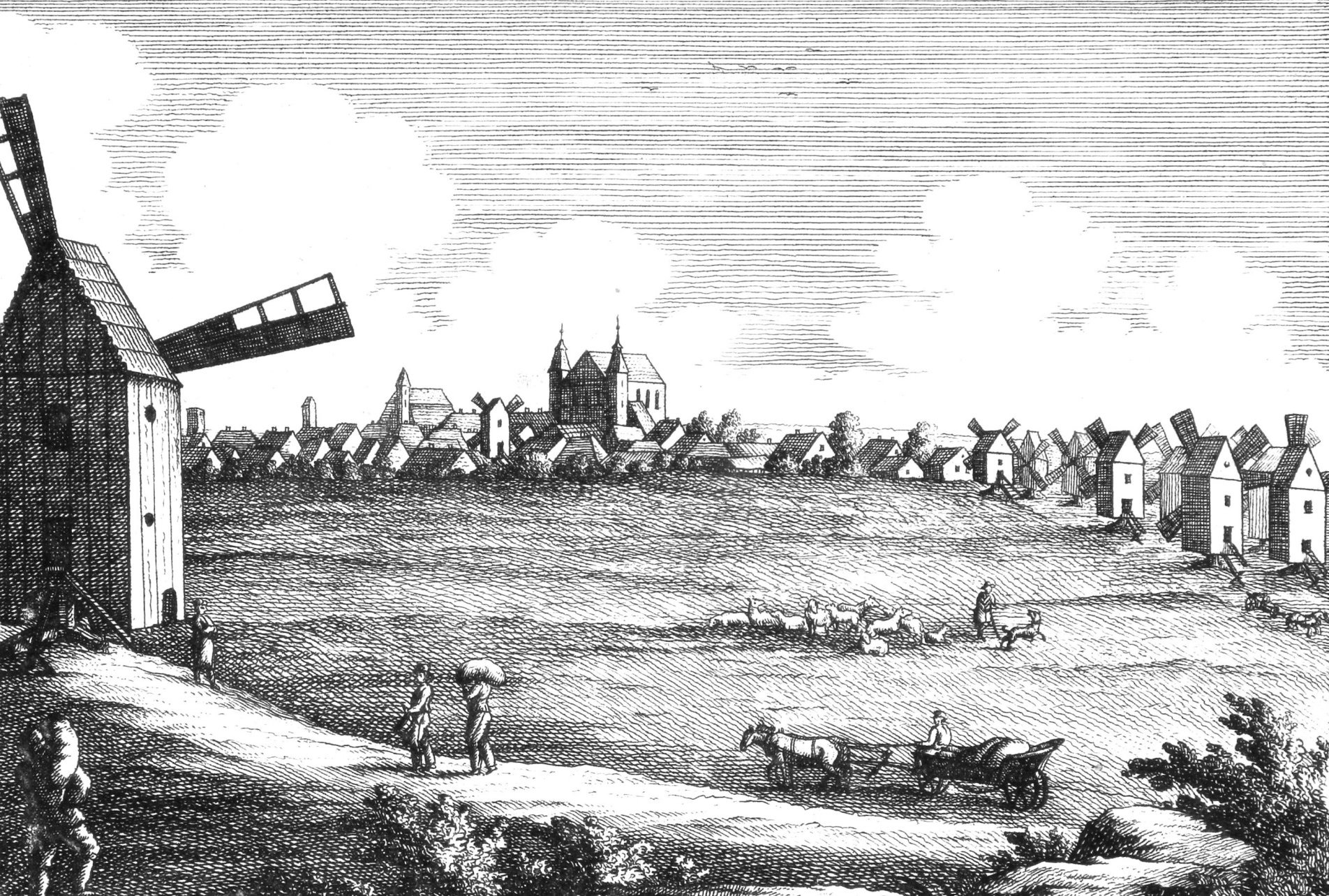
Pohled na Góru před rokem 1819

Od roku 1993 je Góra partnerským městem německého města Herzberg am Harz. V souvislosti s jeho vyhlášením "esperantským městem" roku 2006 jsou v současnosti mezi oběma městy vedeny partnerské vztahy s využitím jazyka esperanto.